# Pomadasys maculatus
Pomadasys maculatus es una especie de peces de la familia Haemulidae en el orden de los Perciformes.

## Morfología
• Los machos pueden llegar alcanzar los 59,3 cm de longitud total.

## Distribución geográfica
Se encuentra desde el Índico hasta el oeste del Pacífico, la China y Australia.